# Solvers Estate
Solvers Estate  — девелоперская компания полного цикла. Входит в инвестиционно-консалтинговую группу компаний Solvers, основателем которой является Олег Малис. Основное направление деятельности Solvers Estate — управление проектами в сфере недвижимости в ММДЦ «Москва-Сити». Штаб-квартира расположена в Москве. Общий портфель проектов составляет 587 000 кв. м..

## История
Компания была основана в 2012 в составе группы компаний Solvers. 
Solvers Estate занимается всеми этапами реализации проектов в сфере недвижимости — от разработки концепций зданий и надзора за строительством до обустройства внутренних пространств и реализации площадей.
С 2012 Solvers Estate занимается развитием и управлением делового комплекса «Империя» (Empire business high-rise) — одного из небоскребов, расположенного на первой линии ММДЦ «Москва-Сити». В ближайшей перспективе будут выведены новые объекты, в том числе вторая очередь делового комплекса «Империя».

## Собственники и руководство компании
Владелец компании — Олег Малис, акционер, управляющий партнер инвестиционно-консалтинговой группы компаний Solvers .
Генеральный директор (с 2012 - наст. время) — Татьяна Суворова.  
Исполнительный директор, член совета директоров, акционер — Алексей Гаврилов, коллега Олега Малиса по компании Altimo (ООО «Альфа-Телеком»), занимал пост вице-президента департамента управления активами.

## Портфель активов
- Деловой комплекс «Империя». Сдан в эксплуатацию в 2011. Общая площадь — 203 000 м², в реализации — 30 000 кв. м.
- Многофункциональный комплекс «Империя – 2». Начало строительства — 2014, окончание — 2016. Общая площадь — 90 000 кв. м.
- Многофункциональный комплекс на участке № 20 в «Москва Сити». Архитектурная особенность здания — зимний сад, который будет возведен на одном из этажей небоскреба. Начало строительства — 2015, окончание — 2018. Общая площадь — 179 000 кв. м.
- Участки в ММДЦ «Москва-Сити» (№28, 29, 30). Совокупная площадь — 115 000 кв. м.